# بودل للفنادق والمنتجعات
بودل للفنادق والمنتجعات هي شركة سعودية لإدارة الفنادق والمنتجعات يقع مقرها في الرياض، السعودية، وتنتشر فروعها في 15 مدينة داخل وخارج المملكة العربية السعودية. تأسست بودل عام 1959. تشمل العلامة التجارية لبودل فندق نارسيس وفنادق ومنتجعات بريرا وعابر وبودل للشقق الفندقية وتعد حاليا أكبر مشغل فندقي سعودي.

## التاريخ
تأسست شركة بودل للفنادق والمنتجعات عام 1959 تحت مسمى مؤسسة صالح بن ناصر الخليوي وأولاده التجارية حيث أنتقل الخليوي من مدينة الرس إلى حفر الباطن في بداية الخمسينيات وأنشأ محل لتجارة المواد الغذائية ثم توسع للعمل في مجال إستيراد الاجهزة من سوريا بجانب نشاط التصدير والتوزيع للمواد الغذائية في المنطقة الشرقية.
في عام 1984، قررت الشركة الدخول إلى الصناعة الفندقية وأنشأت العلامة التجارية بودل وقامت بإنشاء أول فندق لها (فندق الخليوي) بمدينة حفر الباطن، قامت بعدها الشركة بافتتاح فرع في مدينة الرياض ثم المنطقة الشرقية. في 2004، افتتحت الشركة مدينة بودل لاند الترفيهية في منطقة حفر الباطن.
في عام 2019، افتتحت بودل 13 فندقاً ووصل عدد الفنادق المدارة من قبل الشركة لأكثر من 40 فندقاً. في 2022، أعلنت شركة بودل عن توقيع عدد من العقود لافتتاح عدد من الفنادق الجديدة لها داخل وخارج السعودية من أجل زيادة عدد الغرف التي تديرها الشركة.

## الجوائز
في عام 2016، حصدت شركة بودل جائزة التميز للعام الرابع على التوالي في حفل جائزة التميز السياحي السعودي في دورتها السادسة التي نظمتها الهيئة العامة للسياحة والآثار فئة أفضل شقق فندقية لعام 2015. وفي 2017، فاز فندق نارسيس بجائزة التميز السياحي فئة فنادق الخمس نجوم وفازت شقق بودل الفندقية المجمعة بالرياض بفئة الشقق المفروشة من الدرجة الأولى وفازت شقق بودل الفندقية بالشاطئ والدمام بجائزة التميز السياحي فئة الشقق المفروشة الدرجة الثانية أو الثالثة.
في مارس 2021، نال منتجع فلل بريرا حطين جائزة Luxury Lifestyle Awards فئة أفضل فندق بوتيك فاخر في الرياض. في 2023، فازت فنادق ومنتجعات بودل بجائزة المواهب السعودية للضيافة والتي أقيمت في مركز واجهة الرياض للمعارض والمؤتمرات.